# Georges (métropolite de Kiev)
Pour les articles homonymes, voir Georges.
Georges fut patriarche de Kiev et de toute la Rus' de 1062 à 1073.